# ساقیا برخیز و درده جام را
غزلی با مطلع «ساقیا برخیز و درده جام را» غزل شمارهٔ ۸ از دیوانِ حافظ در تصحیحِ محمد قزوینی و قاسم غنی است.

## در دیگر آثار هنری
این غزل برروی جام‌های متعدد فلزی نقش بسته‌است. 
مورد اول، دو جام مفرغی متعلق به سدهٔ ۱۱ ه‍.ق/۱۷ م است که بیت‌هایی از این غزل برروی آنها حک شده. این جام‌ها احتمالاً در اصفهان حکاکی شده‌اند و اکنون نیز در موزهٔ ویکتوریا و آلبرت لندن نگهداری می‌شوند. یک جام مسی نیز نیز در در موزهٔ ویکتوریا و آلبرت وجود دارد که متعلق به سدهٔ ۱۱ ه‍.ق/۱۷ م است و بیت‌هایی از این غزل برروی آن حک شده. این جام در کشمیر یا شمال غرب هند حکاکی شده‌است. یک جام مسی دیگر نیز در موزهٔ هنرهای تزئینی سابق تهران وجود دارد که ۶ بیت از این غزل برروی آن حک شده. همینطور برروی جام مفرغی متعلق به سدهٔ ۱۲−۱۳ ه‍.ق/۱۸−۱۹ م که احتمالاً در اصفهان حکاکی شده نیز بیت‌هایی از این غزل حک شده. این جام در موزهٔ ویکتوریا و آلبرت نگهداری می‌شود.